# 猿山長七郎
猿山 長七郎（さるやま ちょうしちろう、1971年3月30日 - ）は、日本の漫画家。男性。東京都出身。血液型A型。

高校時代から同人誌活動を始め(サルヤマシスターズ)、「スプラッターサザエさん」「スーパードクターJ」「ちびごるごちゃん」「まいっちんぐ壽賀子先生」など、独特なパロディ漫画を得意とし、12年にわたりコミケなどで販売していた。
そんな傍ら、國學院大學経済学部卒業後、服飾企業に入社。当時は漫画家になるつもりはなかったが、勤務しながらも漫画の力量を試すべく応募作品を執筆していた。
1996年、集英社「MANGAオールマン」の第2回 ALLMANGA PRIZEに「漫画で見る世界史」で奨励賞、第3回 ALLMANGA PRIZEに「かっこいいだろ? 刑事って!!」で準入選受賞。それを機に脱サラして漫画家に転向。
1998年、同誌にて「はたらく漫画家」読み切り掲載。翌年から連載としてスタート。
この頃から「SPA!」「DIME」「女性セブン」「たまごクラブ」など、情報誌･ビジネス誌･婦人誌･娯楽誌･ファッション誌などでもイラストや漫画を執筆。
当時はパチンコなど打ったことなかったが、漫画の依頼を受けたことがきっかけで描き始め、その後多くのパチンコ･パチスロ漫画誌で連載することとなる。パチンコ･パチスロ系動画やイベントなどでにも多く出演するに至る。
一方で。デビュー当初から仕事をしていた企業広告漫画や学習漫画も継続的に執筆。
2019年より、代々木アニメーション学院、ヒューマンアカデミー、漫画教室ダイチで漫画の講師としても活動中。自身の仕事の他、後進の育成にも注力している。
2016年、バンド(Electric Massaage)を結成。ボーカル担当。2018年ライブデビュー。メンバー変遷を経て現在のバンド名はエレマナイザー。

## 連載作品(一般作品)
-1999年ｰ
●はたらく漫画家（MANGAオールマン　1999-2000）
●マンガ債権者会議（ベンチャークラブ　1999-2000）
ｰ2000年ｰ
●猿山長七郎のアルバイト相談室（フロム･エーONLINE　2000）
●トゥギャ左衛門が行く!!（Together NET　2000-2004）
-2001年-
●キシベ一家超得休!（別冊漫画ゴラク　2001 - 2002）
-2002年-
●That's 裸単騎 show（近代麻雀オリジナル　2002-2003）
-2003年-
●はたらく麻雀漫画家（近代麻雀オリジナル　2003-2004）
●裏ギャンブル体験記（ドカント2003-2005）
-2004年-
●カネの成る記気になる記（銭マガ　2004-2005）
-2005年-
●ガチギレビンボーバトル(カンニング竹山編)（お笑いビンボーコミック　2005）
-2014年-
●フォレンジック刑事（フォーカスシステムズwebマガジン人跡森踏　2014-2016）
-2018年-
●四十路からアイドル推してもいいじゃない!（週刊大衆ヴィーナス　2018）
-2019年-
●バンド初老ぜ!!（amazon kindle　2019-）
-2020年-
●スーツとGペン（戯画工房twitter　2020-2021）
●嗚呼！薔薇色の美ジネスマン（ジャンバリ.TVアプリ　2020-2021）
-2021年-
●Re-EATHMAN（CharEco　2021-）
-2022年ｰ
●パパ、推し活はじめます！（ジャンバリ.TVアプリ　2022）
-2023年ｰ
●ちーちゃんのオチのない話（佐倉ちひろtwitter  2023-）

## 連載作品(パチンコパチスロ系)
-2000年ｰ
○おかチャン!（漫画パチンコ777 　2000-2001）
-2001年ｰ
○ダメスロビンX（漫画パチスロ大連勝　2001-2002）
○実録!!十万両!!（漫画パチンコ777 　2001）
-2002年ｰ
○スロ猿（漫画パチスロ大連勝　2002-2004）
○それ打て!小泉くん（漫画パチンコ777　2002）
-2003年ｰ
○ガチスロといっしょ♡（DXパチスロ　2003-2007）
○がんばれ!パチンカー（漫画パチンコ777　2003-2004）
-2004年ｰ
○嗚呼!夫婦回胴（パチスロマル確攻略　2004-2008）
○新台攻略研究所｢猿｣（漫画パチンコ777　 2004）
○プレハブ78分署（漫画パチンコ777　 2004-2009）
○ごくせつ～我が輩は極悪設定師～（漫画パチスロ大連勝　2004-2008）
○特命リサーチ2000G（COMICパチスロ攻略7　2004-2005）
-2005年ｰ
○サルでも勝てるパチスロ教室（パチスロ実戦コミック激打!　2005）
○お猿の生態のぞき部屋（攻略パチスロコミック　2005-2006）
-2006年ｰ
○脳内プロスロッターしげお（攻略パチスロコミック2006-2007）
○カチ盛り④⑤⑥丼（漫画パチスロ大連勝　2006-2007）
○攻略軍団ウメミアの高設定ハンター（漫画パチスロV7　2006-2007） 
○今夜もドル箱携帯サイト（2006-2007） 
-2007年ｰ
○猿テク攻略（本当にあったパチンコ激アツ話　2007-2010）
○スロポリス（パチスロであった本当にスゴイ話　2007-2008）
○ごくせつ～我が輩は極悪設定師～（漫画パチスロ大連勝Rush!!　2007-2008）
-2008年ｰ
○スロスロルポルポ（パチスロマル確攻略　2008）
-2009年ｰ
○萌えパチ☆普及委員会（漫画パチンコ777　 2009-2012）
○傾いて御免ネ!!（漫画パチンコ大連勝　2009-2010）
○長七郎パチを斬る!!（漫画パチンコ絶好調台をさがせ!!　2009-2010）
○パチスロ攻略隊（DXパチスロ 2009）
○嗚呼!!パチンコ快道（DXパチスロ 2009-2010）
-2010年ｰ
○本能のままに獣的超実戦!!（パチンコフィーバー　2010-2012）
-2011年ｰ
○パチテン～ホール店長というお仕事～（漫画パチンコ大連勝　2011-2012）
○猿が如く（漫画パチスロ激魂　2011-2014）
○無題４コマ漫画（ラク通　2011-2013）
-2012年ｰ
○パチ猿（パチンコ10番勝負　2012-2015）
○銀の頂天（漫画パチンコ大連勝　2012-2014）
○つぼパチ☆胸熱委員会（漫画パチンコドル箱777　2012-2013）
-2013年ｰ
○黒バラ（ジャンバリ/e-じゃん　2013-連載中）
○MAX10連亀甲縛り（漫画パチンコドル箱777　2013）
○猿兄貴の甘ちゃん講座（漫画パチンコドル箱777　2013-2014）
-2014年ｰ
○ふみちんげ～るのいっぱい出してネ!（漫画パチンコ777　 2014-2017）
○スロメン魂（パチスロ777プロフェッショナル　2014-2015）
○パチスロ無我（パチスロ777プロフェッショナル　2014-2015）
○タマタマKINGになった男（漫画パチンコ大連勝　2014-2015）
-2015年ｰ
○パチスロランデブー2015ママチャリ（スーパーパチスロ777　2015-2016）
○ようこそパーラ－大連勝へ!!（漫画パチンコ大連勝　2015-2016）
○熱血!タイヨー学園（スロマガ7　2015-2016）
-2016年ｰ
○パチスロ無我（スーパーパチスロ777　2016）
○回胴ロックフェス（スーパーパチスロ777　2016-2017）
○羽根物ファンタジスタ（漫画パチンコ777　 2016-2017）
○ハム伊藤の優良ホール探訪（ジャンバリ/e-じゃん　2016-2017）
-2017年ｰ
○カレンの可憐にいっぱい出してネ!（漫画パチンコ777　 2017）
○フミオの笑っていっぱいだそうぜ!!（漫画パチンコ777　 2017）
○遠くで打とう!（漫画パチンコ777　 2017）
○トメ猿（漫画パチンコ777　 2017）
○スロ街ック天国（スーパーパチスロ777　2017）
-2018年ｰ
○回胴ロックフェスin天王寺(2018)
-2019年ｰ
○ありなサン マジ天使（エクスアリーナ松戸twitter　2020-）
○イッキの友達がたくさん出来ないワケがない!!（YouTube 2020）
-2021年ｰ
○上野連れ打ちリポート（猿山長七郎twitter　2021）
○弾球奇人伝（漫画パチンコRUSH　2021-2022）
-2022年ｰ
○シン･ツレウチ（猿山長七郎twitter　2022）
○つれぱちドライブ（パチンコオリジナル実戦術　2022）
○チョイの間パチンカーU子の収支簿（ぱちんこオリ術メガMIX-HIGH 　2022-）
-2023年ｰ
〇旅スロ漫遊記（スロマンＶ　2023-）
〇ジェントル店長（DMMぱちタウン　2023-）

## コミックス
●はたらく漫画家（2000年）
○ごくせつ～我が輩は極悪設定師～（2005年）
●フォレンジック刑事（2016年）
●あしたヒーローになれるドッジボール（2017年）
●猿山長七郎短編集サン（2019年）
●猿山長七郎短編集ムーン（2019年）
●はたらく漫画家／電子版（2019年）
●フォレンジック刑事／電子版（2019年）
●テニスの基（2020年）
●ちーちゃんのオチのない話（2024年）

## 読み切り漫画･イラスト掲載メディア
●MANGAオールマン（1996-1997年）
●SPA!（1997-2004）
●DIME（1998年）
●女性セブン（1999-2001年）
●TOKYO1週間（1999年）
●インターネットでお店やろうよ!（1999-2002年）
●仕事の教室（2000年）
●めざせ!デジタルクリエイター（2000年）
●社会人学生のための大学･大学院を選ぶ本（2000-2001年）
●月刊ビジネスSPA!e+B（2001-2002年）
〇ヤングゴラク（2002年）
●近代麻雀オリジナル（2002年）
●河野太郎の国会攻略本（2003年）
〇漫画パチンコ777（2003-2017年）
〇漫画パチンコ777系増刊（2004-2009年）
●疾風幕末特集（2004年）
●おもいっきりスゴいお宝情報サイト（2004年）
〇攻略パチスロマル勝コミック（2004-2005年）
〇実戦マジネタスロッター（2004-2005年）
〇もっと儲かるパチスロ（2003年）
●たまごクラブ（2004-2014年）
●Yen SPA!（2005年）
〇漫画パチンコ大連勝（2005-2014年）
〇パチンコ10番勝負（2005-2011年）
〇漫画パチンコ突確王（2005-2006年）
〇攻略パチスロコミック（2005-2006年）
〇漫画パチンコドル箱V（2006年）
●週刊漫画ゴラク(2007-2008年)
●TVダンク（2007年）
〇漫画パチスロ大連勝系増刊（2007-2009年）
〇漫画パチスロ大連勝RUSH!!（2007-2009年）
〇パチスロBIG（2007-2008年）
〇パチンコ大勝利（2007年）
●MEN’S NON-NO（2008-2009年）
●Hot SPA!（2008年）
〇絶好調台判別マニュアル（2008-2009年）
〇本当にあったパチンコ激アツ話系増刊（2008-2009年）
〇パチンコフィーバー系増刊（2008-2010年）
〇パチンコランド（2009-2010年）
〇漫画パチンコ絶好調台をさがせ!!（2009年）
〇漫画パチンコお宝台狙い打ち!!（2009-2013年）
●宝島（2010年）
●FX投資に成功する魔法の占い（2010年）
〇CR花の慶次愛佐渡攻めの章総集編（2010年）
〇コミックバンチ（2010年）
〇漫画パチンコ甘デジで勝ってる人負けてる人（2010-2012年）
●夏の猛暑に負けない節電対策マニュアル（2011年）
●ヤングキング（2011年）
〇爆裂!!パチンコ10番勝負（2011・2013年）
〇パチンコのタブー（2011年）
〇あるあるマニア（2012年）
〇パチンコ実戦ラッシュDVD（2012-2013年）
〇スーパーパチスロ777系増刊（2012-2013年）
〇漫画パチンコドル箱777（2013年）
〇ジャンバリ（2013・2016-2018年）
●週刊大衆ヴィーナス（2014年）
〇義風堂々!!上･中･下（2015年）
●週刊大衆（2016年）
〇ぱちんこオリ術メガMIX（2016-2018年）
〇ぱちんこオリ術メガMIX-HIGH（2022年）
●ねことも（2022年）
●安心（2017-2023）
●壮快（2017-2023）
●壮快Z（2017-2020）
●ゆほびか（2020）
●特選街（2020）
●週刊ピッグチャンネル（2020）
●週刊女性自身（2021）
●まりまりChannel～ヒーロー袋麺さま（2023）
〇やすだドキドキチャンネル～リノ･フェアリン酒カス（2023）
他

## 企業マンガ･イラスト
●そごう柏メガネサロン（2002）
〇ラク通（2010-2013）
●東京海上日動あんしん生命保険（2016）
●ドコモでほけん相談（2017）
●オートレース鈴木圭一郎選手公式グッズキャラ（2017-）
●ガールズケイリン蓑田真璃選手公式グッズキャラ（2018）
●鍼灸院鍼之助（2018）
〇コスモアタック盤面デザイン（2018）
●東京トヨペット自己満足部（2018-2019）
〇オフミーLINEスタンプ（2018）
○天王寺スーパーホールキャラデザイン（2019）
○エクスアリーナ松戸キャラデザイン（2020-）
●Quintet Queen Quest漫画（2020）
●キャスタイム 漫画動画（2020）
●戯画工房リーフレット（2020）
●CharEco（2020-）
○楽園4コマ（2021-）
●マシュリーム 漫画動画（2021）
●日刊ゲンダイ（2021）
●東京丸惣 漫画動画（2022）
●ゴルモバ 漫画動画（2023）
●東京都北区志茂四丁目会館シャッターイラスト（2023）
他